# Xixiu
Xixiu (西秀区; Pinyin: Xīxiù Qū) ist ein chinesischer Stadtbezirk der bezirksfreien Stadt Anshun in der Provinz Guizhou. Er hat eine Fläche von 1.725 Quadratkilometern und zählt 793.900 Einwohner (Stand: Ende 2018).